# Больтишки
Больтишки (бел. Больцішкі) — агрогородок в Вороновском районе Гродненской области Беларуси. Административный центр Больтишского сельсовета.
Расположен в 115 км от Гродно, в 15 км от Лиды.

## Население
Население на 1995 год составляло 425 жителей на 151 двор.

## Инфраструктура
Центр колхоза. На территории агрогородка находятся школа, детский сад, Дом культуры, библиотека, отделение связи, банк, магазины и ФАП.

## Культура
- Дом культуры
- Музейная комната ГУО "Больтишская базовая школа"